# Kyle Wellwood
Kyle Wellwood, född 16 maj 1983 i Windsor, Ontario, är en kanadensisk professionell ishockeyspelare som spelar för NHL-klubben Winnipeg Jets. Han har tidigare spelat för NHL-lagen Toronto Maple Leafs, Vancouver Canucks och San Jose Sharks, samt för Atlant Mytisjtji i KHL.
Wellwood fick redan under sin första säsong i NHL sitt stora genombrott då han gjorde 45 poäng på 81 spelade matcher.

## Statistik

### Klubbkarriär
| 1998–99    | Tecumseh Chiefs        | WOHL       | 51  | 22 | 41  | 63  | 12 | —  | —  | —  | —  | — |
| 1999–00    | Belleville Bulls       | OHL        | 65  | 14 | 37  | 51  | 14 | 16 | 3  | 7  | 10 | 6 |
| 2000–01    | Belleville Bulls       | OHL        | 68  | 35 | 83  | 118 | 24 | 10 | 3  | 16 | 19 | 4 |
| 2001–02    | Belleville Bulls       | OHL        | 28  | 16 | 24  | 40  | 4  | —  | —  | —  | —  | — |
| 2001–02    | Windsor Spitfires      | OHL        | 26  | 14 | 21  | 35  | 0  | 16 | 12 | 12 | 24 | 0 |
| 2002–03    | Windsor Spitfires      | OHL        | 57  | 41 | 59  | 100 | 0  | 7  | 5  | 9  | 14 | 0 |
| 2003–04    | St. John's Maple Leafs | AHL        | 76  | 20 | 35  | 55  | 6  | —  | —  | —  | —  | — |
| 2003–04    | Toronto Maple Leafs    | NHL        | 1   | 0  | 0   | 0   | 0  | —  | —  | —  | —  | — |
| 2004–05    | St. John's Maple Leafs | AHL        | 80  | 38 | 49  | 87  | 20 | 5  | 2  | 2  | 4  | 2 |
| 2005–06    | Toronto Maple Leafs    | NHL        | 81  | 11 | 34  | 45  | 14 | —  | —  | —  | —  | — |
| 2006–07    | Toronto Maple Leafs    | NHL        | 48  | 12 | 30  | 42  | 0  | —  | —  | —  | —  | — |
| 2007–08    | Toronto Maple Leafs    | NHL        | 59  | 8  | 13  | 21  | 0  | —  | —  | —  | —  | — |
| 2008–09    | Vancouver Canucks      | NHL        | 74  | 18 | 9   | 27  | 4  | 10 | 1  | 5  | 6  | 0 |
| 2009–10    | Vancouver Canucks      | NHL        | 75  | 14 | 11  | 25  | 12 | 12 | 2  | 5  | 7  | 0 |
| 2010–11    | Atlant Mytisjtji       | KHL        | 25  | 5  | 3   | 8   | 2  | —  | —  | —  | —  | — |
| 2010–11    | San Jose Sharks        | NHL        | 35  | 5  | 8   | 13  | 0  | 18 | 1  | 6  | 7  | 0 |
| 2011–12    | Winnipeg Jets          | NHL        | 77  | 18 | 29  | 47  | 4  | —  | —  | —  | —  | — |
| NHL totalt | NHL totalt             | NHL totalt | 450 | 86 | 134 | 220 | 34 | 40 | 4  | 16 | 20 | 0 |

### Internationellt
| År            | Lag           | Turnering     | Matcher | Mål | Assist | Poäng | Utv |
| ------------- | ------------- | ------------- | ------- | --- | ------ | ----- | --- |
| 2003          | Kanada        | JVM           | 6       | 1   | 4      | 5     | 0   |
| Junior totalt | Junior totalt | Junior totalt | 6       | 1   | 4      | 5     | 0   |